# 聖盧西亞拉雷福爾馬
聖盧西亞拉雷福爾馬（西班牙語：Santa Lucía La Reforma），是危地馬拉的城鎮，位於該國中西部，由托托尼卡潘省負責管轄，面積136平方公里，海拔高度1,832米，2002年人口13,479，人口密度每平方公里99.11人。
15°08′N 91°14′W / 15.133°N 91.233°W